# Catada dinawa
Catada dinawa là một loài bướm đêm trong họ Erebidae.